# Formononetin
Formononetin ist eine chemische Verbindung aus der Klasse der Isoflavone. Es wird den Phytoöstrogenen zugerechnet, da es sich um eine pflanzliche Verbindung mit östrogenartiger biologischer Aktivität handelt. Die Substanz besitzt keine steroidale Struktur, ihre Wirkung ist schwach ausgeprägt.

## Vorkommen
Formononetin kommt insbesondere in den oberen Pflanzenteilen des Wiesenklee (Rotklee) vor, ferner auch in bestimmten Hülsenfrüchtler-Arten.

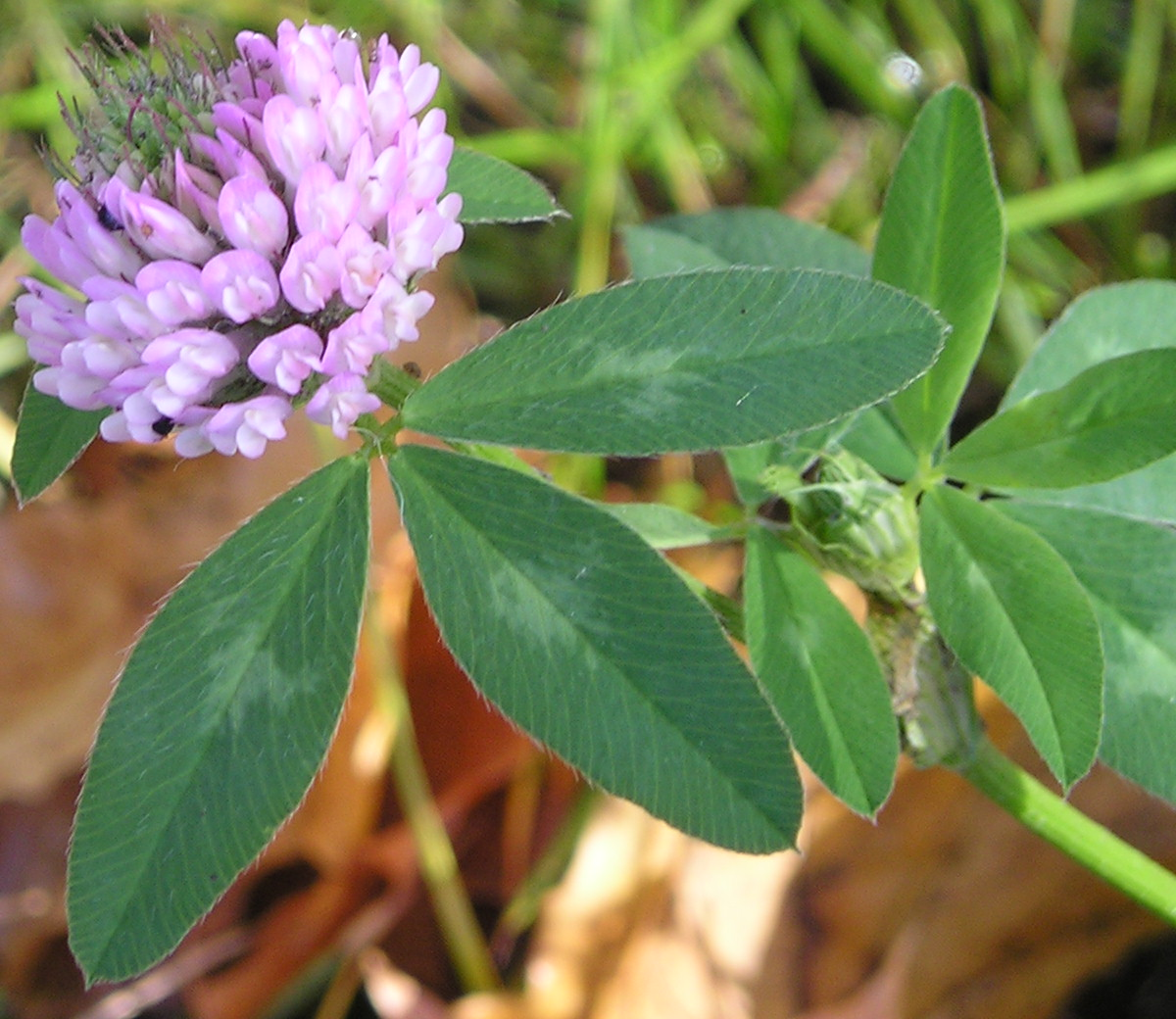
Wiesenklee (Rotklee)

Es liegt in der Regel glycosidisch gebunden vor; das 7-O-β-D-Glucopyranosid des Formononetins ist das Ononin.